# Lista de prefeitos de Canto do Buriti
Esta é a lista de prefeitos do município de Canto do Buriti, estado brasileiro do Piauí
| Nº | Nome                                          | Partido | Início do mandato       | Fim do mandato         | Observações                                            |
| 1  | José Vicente de Moura                         | PRP     | 15 de dezembro de 1938  | 9 de novembro de 1945  | Primeiro Prefeito nomeado                              |
| 2  | Fábio Sartori Manfrinato                      | PSD     | 10 de novembro de 1945  | 19 de dezembro de 1945 | Prefeito nomeado pelo Governador Antônio Ferraz        |
| 3  | Alexandre Begalli                             | UDN     | 20 de dezembro de 1945  | 20 de março de 1946    | Prefeito nomeado pelo Governador Benedito Rego         |
| 4  | Eduardo Roz Maia                              | PSD     | 21 de março de 1946     | 3 de setembro de 1946  | Prefeito nomeado pelo Governador José Vitorino Correia |
| 5  | Orlando Pires Mendes                          | PTB     | 4 de setembro de 1946   | 11 de outubro de 1946  | Prefeito nomeado pelo Governador Manuel da Silveira    |
| 6  | Romildo Virgínio dos Santos                   | PSD     | 12 de setembro de 1946  | 30 de janeiro de 1947  | Prefeito nomeado pelo Governador Teodoro Sobral        |
| 7  | Manoel Barbosa e Silva                        | PSD     | 31 de janeiro de 1947   | 30 de janeiro de 1950  | Prefeito eleito                                        |
| 8  | José da Silva Dias (Dudu)                     | PSD     | 31 de janeiro de 1951   | 30 de janeiro de 1955  | Prefeito eleito                                        |
| 9  | Abel da Silva Pimentel                        | PTB     | 31 de janeiro de 1955   | 30 de janeiro de 1959  | Prefeito eleito                                        |
| 10 | Heli de Carvalho Cronemberger                 | PSD     | 31 de janeiro de 1959   | 30 de janeiro de 1963  | Prefeito eleito                                        |
| 11 | Miguel Valente de Figueiredo                  | UDN     | 31 de janeiro de 1963   | 30 de janeiro de 1967  | Prefeito eleito                                        |
| 12 | José da Silva Dias (Dudu)                     | PSD     | 31 de janeiro de 1967   | 31 de dezembro de 1970 | Prefeito eleito                                        |
| 13 | Heli de Carvalho Cronemberger                 | ARENA   | 1° de janeiro de 1971   | 30 de janeiro de 1973  | Prefeito eleito                                        |
| 14 | Enéas Nunes Maia                              | ARENA   | 31 de janeiro de 1973   | 31 de janeiro de 1977  | Prefeito eleito                                        |
| 15 | Heli de Carvalho Cronemberger                 | ARENA   | 1° de fevereiro de 1977 | 31 de janeiro de 1983  | Prefeito eleito                                        |
| 16 | Nilmar Valente de Figueiredo                  | PDS     | 1° de fevereiro de 1983 | 31 de dezembro de 1988 | Prefeito eleito                                        |
| 17 | Péricles Pires Chaves (Pereca)                | PFL     | 1º de janeiro de 1989   | 31 de dezembro de 1992 | Prefeito eleito                                        |
| 18 | Maria de Lourdes Pessoa Valente de Figueiredo | PFL     | 1º de janeiro de 1993   | 31 de dezembro de 1996 | Prefeita eleita                                        |
| 19 | Eurimar Nunes de Miranda                      | PPB     | 1º de janeiro de 1997   | 31 de dezembro de 2000 | Prefeito eleito                                        |
| 20 | Péricles Pires Chaves (Pereca)                | PFL     | 1º de janeiro de 2001   | 30 de julho de 2004    | Prefeito eleito afastado do cargo por decisão judicial |
| 21 | Maria Madalena de Moura Chaves                | PTB     | 30 de julho de 2004     | 31 de dezembro de 2004 | Vice-prefeita eleita no cargo de prefeita              |
| 22 | Nilmar Valente de Figueiredo                  | PPS     | 1º de janeiro de 2005   | 31 de dezembro de 2008 | Prefeito eleito                                        |
| 22 | Nilmar Valente de Figueiredo                  | PPS     | 1º de janeiro de 2009   | 31 de dezembro de 2012 | Prefeito reeleito                                      |
| 23 | Marcos Nunes Chaves (Marquinhos)              | DEM     | 1º de janeiro de 2013   | 31 de dezembro de 2016 | Prefeito eleito                                        |
| 23 | Marcos Nunes Chaves (Marquinhos)              | PP      | 1º de Janeiro de 2016   | 31 de dezembro de 2020 | Prefeito reeleito                                      |
| 24 | Dr. Fellipe Alves                             | PP      | 1° de janeiro de 2021   | 31 de dezembro de 2024 | Prefeito eleito                                        |
| 24 | Dr. Fellipe Alves                             | MDB     | 1° de janeiro de 2025   | Atualidade             | Prefeito reeleito                                      |